# Angostura (Venezuela)
Angostura (tot juni 2009 Raúl Leoni) is een gemeente (officieel: un Municipio Bolivariano) in de Venezolaanse staat Bolívar. De gemeente telt 57.000 inwoners. De hoofdplaats is Ciudad Piar.
In 1819 vond hier het Congres van Angostura plaats.